# Xã Center, Quận Benton, Indiana
Xã Center (tiếng Anh: Center Township) là một xã thuộc quận Benton, tiểu bang Indiana, Hoa Kỳ. Năm 2010, dân số của xã này là 2.757 người.